# Centroheliozous
Els centroheliozous o centrohèlids (Centroheliozoa o Centrohelida) són un gran grup de protistes heliozous. Inclouen formes mòbils i sèssils que es troben en aigua dolça o ambients marins, especialment a una certa fondària.
Els individus són unicel·lars i esfèrics, normalment al voltant de 30–80 μm de diàmetre i coberts amb axopodis radials per capturar l'aliment i moure's.

## Classificació
La posició evolutiva d'aquest grup no està clara. Cavalier-Smith suggerí que poden estar relacionats amb Rhizaria, Actualment estan classificats com Hacrobia.
Estan dividits en dos ordres: Pterocystida i Acanthocystida.